# Karolina Bengtsson
Karolina Bengtsson. född 6 juli 1997 i Huseby Bruk, Skatelövs församling, Kronobergs län, är en svensk operasångare (sopran). Efter studier i Köpenhamn och Salzburg antogs hon 2021/22 till Oper Frankfurts operastudio och övergick 2023 till teaterns fasta solistensemble. Bengtsson har framträtt på bland annat Oper Frankfurt, Bayerische Staatsoper och Festival d’Aix-en-Provence samt mottagit Birgit Nilsson-stipendiet 2025.

## Biografi

### Uppväxt och utbildning
Bengtsson växte upp på bruksorten Huseby i Småland. Hon studerade sång vid Det Kongelige Danske Musikkonservatorium i Köpenhamn. Sin diplom- och masterexamen fullbordade hon 2023 vid Universität Mozarteum Salzburg under Barbara Bonneys ledning.

### Professionell karriär
Oper Frankfurt
- 2021/22 – Medlem av operastudion; debutroller innefattade Barbarina (Le nozze di Figaro), Frasquita (Carmen), Clotilde (Norma) samt Donna Anna (Don Giovanni).[2]
- 2023/24– – Fast ensemblemedlem. Roller hittills: Silvia (Ascanio in Alba), Belisa (In seinem Garten liebt Don Perlimplín Belisa), Pamina och Papagena (Die Zauberflöte), Första jungfrun (Daphne) och en herdegosse (Tannhäuser).[2]

Övriga engagemang
Bengtsson har gästat Bayerische Staatsoper som Clotilde (2024) och framträtt som solist med Sveriges Radios symfoniorkester och Göteborgs Symfoniker. Sommaren 2025 gör hon hus- och rolldebuter som Camille i Charpentiers Louise vid Festival d’Aix-en-Provence och som Dori i Traettas Ifigenia in Tauride på Innsbrucker Festwochen der Alten Musik.

## Repertoar i urval
- Pamina / Papagena – Die Zauberflöte (Mozart)
- Fiordiligi – Così fan tutte (Mozart)
- Silvia – Ascanio in Alba (Mozart)
- Belisa – In seinem Garten liebt Don Perlimplín Belisa (Fortner)
- Clotilde – Norma (Bellini)
- Barbarina – Le nozze di Figaro (Mozart)
- Aljeja – Aus einem Totenhaus (Janáček)
- Dori – Ifigenia in Tauride (Traetta)
- En herdegosse – Tannhäuser (Wagner)

## Priser och utmärkelser
| År   | Utmärkelse                                                                                 | Källa |
| ---- | ------------------------------------------------------------------------------------------ | ----- |
| 2025 | Birgit Nilsson-stipendiet (250 000 kr)                                                     | [ 3 ] |
| 2022 | Region Kronobergs kulturstipendium                                                         | [ 4 ] |
| 2022 | Best Young Artist – Die Meistersinger von Nürnberg Competition                             | [ 1 ] |
| 2021 | 3:e pris + tre specialpriser – International Haydn Competition for Classical Lied and Aria | [ 1 ] |
| 2020 | ”Golden Victoria” – Debut International Singing Competition (1:a pris)                     | [ 1 ] |
| 2020 | Beethoven-Lieder-priset – Rheinsberg International Singing Competition                     | [ 1 ] |
| 2025 | Stiftelsen Marianne och Sigvard Bernadottes Konstnärsfond                                  | [ 5 ] |